# Araneus nigroquadratus
Araneus nigroquadratus es una especie de araña del género Araneus, tribu Araneini, familia Araneidae. Fue descrita científicamente por Lawrence en 1937.
Se distribuye por Sudáfrica, Zimbabue, Namibia y Tanzania. La especie se mantiene activa durante todos los meses del año.